# Smalsnuittoonhaai
De smalsnuittoonhaai (Mustelus schmitti) is een haai uit de familie van de gladde haaien.

## Beschrijving
Dit is een vrij kleine, volmaakt ongevaarlijke haai die leeft van krabben en mogelijk ook visjes. De mannetjes worden hoogstens 90 cm (gemiddeld 60 cm) lang en de vrouwtjes 108 cm (gemiddeld 72 cm). De smalsnuittoonhaai houdt zich op in de kustwateren bij Zuid-Brazilië en Argentinië (Patagonië) bij een diepte tussen de 10 en 140 m bij een watertemperatuur van minimaal 12° (zie kaartje). De haaien zijn geslachtsrijp bij een lengte van 55 cm (man) en 57 cm (vrouw); ze zijn dan drie tot vier jaar oud. De soort is eierlevendbarend. De vrouwtjes werpen gemiddeld 8 jongen die ongeveer 24 cm groot zijn.

## Bedreiging
Deze smalsnuittoonhaaien worden intensief bevist met sleepnetten. Deze visserij richt zich niet uitsluitend op deze haaiensoort, maar is wel zeer schadelijk voor de populatieomvang omdat haaien veel gevoeliger zijn voor overbevissing. Voor de kust van Brazilië is tussen 1985 en 1997 85% afname (15% per jaar) geconstateerd. Bij Argentinië bleek uit visserijstatistieken een afname van 30% tussen 1998 en 2002 (8,5% per jaar). Daarom staat de smalsnuittoonhaai als bedreigd op de Rode Lijst van de IUCN.
Mustelus albipinnis · Australische toonhaai (Mustelus antarcticus) · Gevlekte toonhaai (Mustelus asterias) · Grijze toonhaai (Mustelus californicus) · Donkere toonhaai (Mustelus canis) · Scherpsnuittoonhaai (Mustelus dorsalis) · Gestreepte toonhaai (Mustelus fasciatus) · Egale toonhaai (Mustelus griseus) · Bruine toonhaai (Mustelus henlei) · Kleinoogtoonhaai (Mustelus higmani) · Brakwatertoonhaai (Mustelus lenticulatus) · Sikkelvintoonhaai (Mustelus lunulatus) · Stervlektoonhaai (Mustelus manazo) · Gespikkelde toonhaai (Mustelus mento) · Dwergtoonhaai (Mustelus minicanis) · Arabische toonhaai (Mustelus mosis) · Toonhaai (Mustelus mustelus) · Floridatoonhaai (Mustelus norrisi) · Witvlektoonhaai (Mustelus palumbes) · Zwartvlektoonhaai (Mustelus punctulatus) · Mustelus ravidus · Smalsnuittoonhaai (Mustelus schmitti) · Golf Van Mexico Toonhaai (Mustelus sinusmexicanus) · Mustelus stevensi · Mustelus walkeri · Gebochelde toonhaai (Mustelus whitneyi) · Mustelus widodoi